# Samaipata
Samaipata – miasto w Boliwii, w departamencie Santa Cruz, w prowincji Florida.